# Gesprächspsychotherapie
Die Gesprächspsychotherapie (umgangssprachlich auch Gesprächstherapie), klientenzentrierte Psychotherapie oder klientenzentrierte Gesprächspsychotherapie (auch non-direktive sowie personzentrierte Psychotherapie nach der im Englischen gebräuchlichen Bezeichnung person-centered psychotherapy) ist eine Psychotherapieform der Humanistischen Psychologie, die auf Konzepte von Carl Rogers (1902–1987) zurückgeht.
Der nur im Deutschen übliche Begriff Gesprächspsychotherapie (GPT) wurde in den 1960er-Jahren aus berufspolitischen Gründen von Reinhard Tausch (1921–2013) bei der Einführung dieser Therapieform geprägt und ist für die Bezeichnung der heilkundlichen Therapie in Deutschland heute üblich. In der Schweiz ist auch der Begriff personzentrierter Ansatz (PCA) gebräuchlich.
Einzelne in der GPT entwickelte konzeptionelle Ansätze und interaktionsbezogene Vorgehensweisen finden auch außerhalb der Psychotherapie Anwendung, z. B. im Rahmen alltäglicher zwischenmenschlicher Kommunikation, der Beratung bis hin zu Lehr- und Lernmethoden.

## Geschichte
Die Entwicklung der GPT ist eng mit der Person ihres Begründers Carl Rogers (1902–1987) verbunden. Rogers gilt als einer der Hauptvertreter der Humanistischen Psychologie. Er nannte sie zunächst nicht-direktive Psychotherapie (non-directive psychotherapy), benannte sie später jedoch in klientenzentrierte Psychotherapie (Client-centered Therapy) um, weil nicht-direktiv zu oft missverstanden wurde.
Rogers war zwölf Jahre lang als klinischer Psychologe psychotherapeutisch und beratend tätig, bevor er von 1940 bis 1963 an drei amerikanischen Universitäten als Professor für Psychologie und (teilweise) für Psychiatrie lehrte. Dadurch erhielten er und seine Mitarbeiter die Möglichkeit zu intensiver wissenschaftlicher Forschungsarbeit. Dabei beschäftigte ihn nur eine Frage: „Welche Bedingungen sind es, die dazu führen, dass eine Person von sich aus über ihr Erleben spricht, sich dabei besser verstehen lernt und schließlich zu Einstellungs- und Verhaltensänderung gelangt?“ Seine Beobachtungen über den Zusammenhang zwischen personzentrierter Haltung und konstruktiven Persönlichkeitsveränderungen konnten auf diese Weise mit einer Fülle von empirischen Untersuchungen überprüft und in den wesentlichen Punkten bestätigt werden. In den 1960ern wurde Rogers Mitgründer des Center for Studies of the Person im kalifornischen La Jolla, an dem er bis zu seinem Lebensende tätig war. Rogers fühlte sich dem Denken John Deweys (1859–1952) verpflichtet und wurde u. a. durch die Theorien von Otto Rank (1884–1939) beeinflusst. Später wies er auch auf die geistige Nähe seiner Arbeit zur fernöstlichen Philosophie und zu bestimmten Aspekten des Zen hin.
Die GPT hat einen starken Einfluss auf die Bewegung der Encounter-Gruppen genommen und wird als personzentrierter Ansatz auch in der Beratung und Supervision, als schülerzentriertes Lehren im Bildungsbereich und als gruppenzentrierte Führung im Bereich des Managements angewandt.
In der Bundesrepublik Deutschland wurde dieses Konzept vor allem durch den Psychologen Reinhard Tausch (1921–2013) mit seinem Buch „Das psychotherapeutische Gespräch“ bekannt gemacht. In der zweiten Auflage dieses Buches, 1968 erschienen, nannte Tausch diesen Ansatz Gesprächspsychotherapie und behielt diese Bezeichnung in den folgenden Auflagen (die 9. Auflage erschien 1990) bei. Dies geschah aus berufspolitischen Gründen. Sie wurde von der psychologischen (z. B. Biermann-Ratjen et al.) und psychiatrischen (z. B. Psychiatrie-Enquête) Literatur übernommen und war 1970 auch Namensgeberin des ersten deutschen Fachverbandes für das Verfahren, der „Gesellschaft für wissenschaftliche Gesprächspsychotherapie“ (GwG e. V.).
In der ehemaligen DDR haben Johannes Helm und Inge Frohburg die Konzepte weiterentwickelt, therapeutisch anwendungsreif gemacht und entsprechende Aus- und Weiterbildungsprogramme entworfen. Die Ausbildung begann bereits im Studium der klinischen Psychologie. Es war in der DDR das vorherrschende Therapieverfahren, die Finanzierung erfolgte über die Sozialversicherung, das Angebot erfolgte stationär wie ambulant. Nach der Wende gab es für die Neuen Bundesländer bezüglich der sozialrechtlichen Anerkennung eine Übergangsregelung, danach galt überall die gesamtdeutsche Regelung.
Heute wird in Deutschland in der Regel von Gesprächspsychotherapie gesprochen, wenn das heilkundliche Therapieverfahren gemeint ist, und vom klientenzentrierten Konzept bzw. vom personzentrierten Ansatz, wenn die damit verbundenen Theorien gemeint sind.
Gesprächs(psycho)therapie als Sammelbezeichnung für Formen der Psychotherapie, bei denen in Abgrenzung zu Körpertherapie oder Kreativtherapie das Gespräch im Vordergrund steht ist eine Übersetzung von Talking Therapies, scheint aber unüblicher, weil darunter auch analytische und sogar bestimmte verhaltenstherapeutische Ansätze fallen würden.
In Österreich und in der Schweiz ist seltener von Gesprächspsychotherapie bzw. klientenzentrierter Psychotherapie die Rede als von personzentrierter Psychotherapie bzw. vom personzentrierten Ansatz (abgekürzt PCA von Person-Centred Approach). Damit soll u. a. dem Umstand Rechnung getragen werden, dass Elemente des von Rogers entwickelten Konzeptes auch in außerklinischen Bereichen, wie Beratung, Pädagogik, Personalentwicklung oder Pastoralpsychologie, eine Rolle spielen.
Auch international ist die Bezeichnung nicht mehr einheitlich. Es wird von Person-centered and Experiential Therapies und neuerdings (Elliott et al.) von Humanistic-Experiential Therapies (HEP) gesprochen.

## Menschenbild
Vor allem aufgrund ihres Menschenbildes wird die Gesprächspsychotherapie im Rahmen der psychotherapeutischen Grundorientierungen (= Paradigmen sensu Kuhn) der humanistischen zugerechnet.
Rogers’ Menschenbild entspricht zum einen dem der Humanistischen Psychologie, zu deren Vertretern u. a. der Psychologe Abraham Maslow, der Religionsphilosoph Martin Buber und der Pädagoge John Dewey gehören, zum anderen dem europäischen Existenzphilosophen, wie Søren Kierkegaard. Zentral ist die phänomenologisch-existentielle Grundposition: Der Mensch als reflexives Wesen kann und muss seine Existenz und sein Dasein in dieser Welt sinnhaft definieren. Rogers sieht auch Übereinstimmungen seiner Auffassungen mit denen des chinesischen Philosophen Lao-Tse: „Wenn ich vermeide, mich einzumischen, sorgen die Menschen für sich selbst. Wenn ich vermeide, Anweisungen zu geben, finden die Menschen selbst das rechte Verhalten. Wenn ich vermeide, sie zu beeinflussen, werden die Menschen sie selbst.“
Das Menschenbild der klientenzentrierten Psychotherapie geht davon aus, dass der Mensch eine angeborene „Selbst-Verwirklichungs-“ und „-Vervollkommnungstendenz“ (Aktualisierungstendenz) besitze, die, unter günstigen Umständen, für eine Weiterentwicklung und Reifung der Persönlichkeit sorge. Der Hilfesuchende trage alles zu seiner Heilung Notwendige in sich und sei selbst am besten in der Lage, seine persönliche Situation zu analysieren und Lösungen für seine Probleme zu erarbeiten. Ausgehend von diesem humanistischen Menschenbild folgerte Rogers, Psychotherapie müsse ein günstiges Klima für den ungestörten Wachstumsprozess schaffen.
Rogers’ wichtigste persönlichkeitstheoretische Annahme einer „Aktualisierungstendenz“, dass der menschliche Organismus aus sich selbst heraus danach strebe, sich zu entfalten und zu erhalten, entspricht den Vorstellungen des Neurologen Kurt Goldstein (1878–1965), der eine „Selbstaktualisierungstendenz“ des menschlichen Organismus annahm.
Ein zentraler Begriff im Sinne einer „fully functioning person“ ist dabei das Selbstkonzept. Aus einer Diskrepanz (Inkongruenz) zwischen dem Erleben (experiencing) des Organismus und dem Selbstkonzept entstehen psychologisch relevante Spannungen und erscheinen dem Menschen als Konflikte. Ein Beispiel für Inkongruenz (entspricht einer psychischen Fehlfunktion): Eine Mutter lebt allein mit ihrem volljährigen Sohn. Jedes Mal, wenn dieser offen Pläne für seinen Auszug macht, wird die Mutter krank (bekommt z. B. Hustenanfälle, Fieber o. Ä.). Die Gesprächstherapie nach Rogers erklärte das Symptom der Mutter (die Krankheitsanfälligkeit) durch eine Inkongruenz zwischen der aktuellen Erfahrung (der Angst, den Sohn zu verlieren) und dem Selbst (dem eigenen Anspruch, keine klammernde Mutter sein zu wollen und dem Sohn ein selbständiges Leben gönnen zu wollen). Ziel der Therapie ist eine reifere emotionale Anpassung, indem Ideal- und Selbstbild in Übereinstimmung gebracht werden.
Menschen streben von ihrer Geburt an danach, ein Selbst zu entwickeln. Diese Entwicklung wird im Wesentlichen durch die Erfahrungen geprägt, die ein Individuum im Kontakt mit seiner Umwelt macht, vor allem mit den wichtigen Pflegepersonen (Eltern), und insbesondere durch die Bewertungen dieser Erfahrungen durch den eigenen Organismus und durch die wichtigen Bezugspersonen. Von entscheidender Bedeutung für die Entwicklung des Selbst ist nach Rogers, wie dem angeborenen Bedürfnis nach „Positiver Beachtung“ bei der jeweiligen Erfahrung Rechnung getragen wird. Wenn ein Kind in seinen Erfahrungen nicht oder nicht ausreichend beachtet wird (z. B. aus Desinteresse oder Überforderung oder aufgrund anderer eigener Probleme der Bezugspersonen) oder wenn es in bestimmten Erfahrungen negativ bewertet wird („stell Dich nicht so an, Du bist doch ein Junge, da weint man nicht“ = nicht Bedingungsfreie Positive Beachtung), dann ist das der Entwicklung eines stabilen Selbst abträglich.
Philosophisch-anthropologisch gesehen rückte mit der Weiterentwicklung des personzentrierten Ansatzes während der letzten zwei Jahrzehnte der Begriff „Person“ ins Zentrum. Wichtige zeitgenössische Autoren wie Peter F. Schmid haben diese Weiterentwicklung der philosophisch-anthropologischen Grundlagen geprägt. Die Person wird sowohl als substanzial (auf sich bezogen, autonom) wie auch relational (auf die Mitmenschen bezogen) aufgefasst. Die Person lebt in einem unzertrennlichen Wechselverhältnis zwischen Autonomie und Beziehungsangewiesenheit. Diese Verschränktheit von Substanzialität und Relationalität ist ausschlaggebend für das moderne Person-Konzept des personzentrierten Ansatzes. Philosophisch nimmt der personzentrierte Ansatz Bezug auf Martin Buber und in seiner Weiterentwicklung auf Emmanuel Levinas. Auf der praktischen Ebene rückten Konzepte wie jenes der „therapeutischen Präsenz“ oder der „personalen Begegnung zwischen Therapeut und Klient“ vermehrt ins Zentrum.

## Elemente
Die Psychotherapie-Theorie ruht im Wesentlichen auf zwei Säulen: einer wissenschaftlich überprüften Aussage über wirkungsvolles Eingehen von Psychotherapeuten und Beratern auf ihre Klienten (die sechs notwendigen und hinreichenden Bedingungen zur psychologischen Veränderung) und die Grundannahmen über die Natur des Menschen („Aktualisierungstendenz“ sowie „Bedürfnis nach bedingungsloser positiver Wertschätzung“).
Damit eine psychologisch relevante Veränderung des Selbstkonzepts einer Person stattfinden kann, müssen vom Therapeuten die drei Grundhaltungen in der Beziehung zum Klienten gelebt werden:
- Bedingungslose positive Wertschätzung gegenüber der Person des Ratsuchenden mit ihren Schwierigkeiten und Eigenheiten. Das Bedürfnis nach bedingungsloser positiver Wertschätzung gehört auch zu den personzentrierten Grundannahmen über die Natur des Menschen. Die bedingungslose positive Wertschätzung gegenüber dem Klienten kann verschiedene konkrete Interaktionsformen annehmen. So gehört das vorbehaltslose Annehmen des vom Klienten Ausgedrückten dazu, das Ermutigen der ratsuchenden oder leidenden Person ist ebenso eine Grundform des bedingungslosen Wertschätzens wie das Ausdrücken von Solidarität mit dem Klienten (J. Finke, 2004).

- Empathie: Einfühlsames Verstehen der Welt und der Probleme aus der Sicht des Klienten, und die Fähigkeit, diese Empathie dem Klienten zu kommunizieren. Bei der Empathie als generativem Prinzip von hilfreichen Therapeut-Klient-Interaktionen können verschiedene Formen unterschieden werden. Grundformen der Empathie sind beispielsweise die Wiederholung des Mitgeteilten, die Empathie als Konkretisierung des Gesagten, die Empathie mit Bezug auf das Selbstkonzept des Klienten sowie die Empathie mit Bezug auf das organismische (haltungsprägende) Erleben des Klienten (J. Finke, 2004).

- Kongruenz in seiner Haltung (Echtheit, Wahrhaftigkeit gegenüber dem Klienten): Offenes Wahrnehmen des eigenen Erlebens als Therapeut oder Berater, der mit dem Klienten in Beziehung steht. Dieses Offen-Sein schließt auch Echtheit in dem Sinn ein, dass Psychotherapeuten und Berater nicht nur als Fachpersonen in Erscheinung treten, sondern auch und besonders als Person sich dem Klienten in der Begegnung zu erkennen geben. Bei der Kongruenz als generativem Prinzip von hilfreichen Therapeut-Klient-Interaktionen können zum Beispiel verschiedene grundsätzliche Echtheitsformen des Therapeuten unterschieden werden. Echtheit im Sinne von Konfrontation mit dem Klienten, Echtheit im Sinne von Klärung des Beziehungsgehaltes mit dem Klienten und Echtheit/Kongruenz im Sinne einer Selbstmitteilung des Therapeutenerlebens gegenüber dem Klienten (J. Finke, 2004).

Die Wirkung von personzentrierter Psychotherapie und Beratung wurzelt in erster Linie in der Umsetzung dieser drei Grundhaltungen. Sie prägt die Beziehung zum Klienten, der sich dank dessen seiner eigenen Person zunehmend wertschätzend, empathisch und kongruent zuwenden kann (Persönlichkeitswachstum). Die jeweils konkrete personzentrierte Interaktion, welche von diesen Grundhaltungen geprägt ist, hat stets zum Ziel, die Inkongruenz der ratsuchenden Person zu reduzieren. Die konkrete Umsetzung dieser Haltungen ist jedes Mal auf den Klienten abzustimmen und ergibt zwangsläufig einen je eigenen, personzentrierten Prozess. Die Wirkung liegt nicht im theoretischen und diagnostischen Experten-Wissen über Klienten oder in der Anwendung therapeutischer Techniken.
Zusätzlich zu diesen sogenannten therapeutischen Grundhaltungen (im empirisch-positivistischen Jargon auch „Therapeutenvariablen“ genannt) stellte Rogers drei weitere Bedingungen für eine erfolgreiche Klienten-Therapeuten-Beziehung auf:
- Es besteht ein psychologischer Kontakt zwischen Klient und Therapeut.

- Eine der beiden Personen (der Klient) befindet sich in einem Zustand der Inkongruenz.

- Das therapeutische Angebot der Grundhaltungen (1–3) muss vom Klienten zumindest im Ansatz wahrgenommen werden können.

Wenn alle sechs Bedingungen erfüllt sind, ist psychotherapeutische Veränderung möglich.
Die gesamten sechs Bedingungen können als einer von mehreren schulenüberschreitenden Beiträgen von Rogers gelesen werden, die Psychotherapie wissenschaftlich zu definieren und auch variablenpsychologisch erforschbar zu machen. Zahllose empirisch-wissenschaftliche Studien seit den Anfängen der klientenzentrierten Psychotherapie belegen im Übrigen die Richtigkeit seines theoretischen Psychotherapiemodells. Dennoch: Innerhalb der personzentrierten und experienziellen Gemeinschaft wird es bis heute kontrovers diskutiert, ob die sechs Bedingungen auch tatsächlich allgemein hinreichend für eine wirksame Psychotherapie sind. Deren Notwendigkeit wird hingegen von niemandem bestritten. Der Lackmustest für einen personzentrierten Psychotherapeuten lautet denn auch, ob er die sechs Bedingungen sowohl als notwendig wie auch hinreichend erachtet oder nur als notwendig, aber noch nicht hinreichend.
Insbesondere diese Methoden und Konzepte wurden auch auf angrenzende Anwendungsgebiete wie Gruppentherapie, Kinder- (als Spieltherapie), Paartherapie und Familientherapie sowie in diverse psychosoziale und pädagogische Praxisfelder übertragen.

## Wie entwickelt sich eine psychische Störung?
In der Theorie wird davon ausgegangen, dass sich psychische Störungen entwickeln, wenn bestimmte Erfahrungen, die wiederum mit bestimmten Gefühlen verbunden sind, nicht oder nicht vollständig oder nur verzerrt gemacht werden: Gesprächspsychotherapeuten sprechen von Inkongruenz, wenn die Erfahrungen nicht angemessen im reflexiven Bewusstsein symbolisiert sind, und zwar weil diese Erfahrungen unvereinbar mit dem Selbstkonzept sind und „abgewehrt“, d. h., im Bewusstsein „verleugnet“ oder „verzerrt“ werden.
Der Vorgang der »Abwehr« bestimmter Gefühle und Erfahrungen ist in der Regel nicht bewusst, wird aber häufig gespürt in einer diffusen, scheinbar unbegründeten Anspannung oder Angst, deren Herkunft und Sinn den Betroffenen verschlossen bleibt.
Die gesprächspsychotherapeutische Entwicklungstheorie geht heute davon aus, dass nur Erfahrungen und die mit ihnen verknüpften Bewertungen bzw. Gefühle Bestandteil des Selbst bzw. des Selbstkonzepts werden können, die von den wichtigen Bezugspersonen als Erfahrungen und Gefühle des Kindes empathisch erkannt und bedingungsfrei emotional positiv als Erfahrungen des Kindes aufgenommen werden.
Als Beispiel wird folgender Fall beschrieben: Ein Kind, dessen Mutter – aus welchen Gründen auch immer – es nicht aushält, wenn ihr Kind Wutanfälle bekommt und diese z. B. bestraft, wird seine emotionale Erfahrung – »es macht mich wütend, wenn...« – nicht in sein Selbst integrieren können. Ist das Kind später Patient, wird er z. B. dem Therapeuten erzählen, dass er Angst davor hat, Wut zu spüren, denn Wütendsein sei für ihn gleichbedeutend mit einem Bösesein, das bestraft werden müsse. Rogers hat vor allem die Erfahrungen als Kind und die daraus entwickelten eigenen Bewertungsmaßstäbe, wie man gerne wäre (Selbstideal) oder wie man sein und erleben sollte, als entscheidenden Faktor betont.
Die Entstehung von psychischen Störungen mit der Folge einer seelischen Erkrankung ist in der Regel viel komplexer als hier dargestellt werden kann. Im therapeutischen Prozess soll es dem Patienten zunehmend möglich sein, bisher nicht oder nur unvollständig zugelassene emotionale Erfahrungen als seine Erfahrungen zu erkennen, die zu seinem Selbst gehören. Dazu ist es notwendig, diese auch zu symbolisieren. Das wird möglich, wenn sich zwischen dem Therapeuten und dem Patienten eine Beziehung entwickelt, die auf Seiten des Therapeuten gekennzeichnet ist durch Empathie, Kongruenz und Bedingungsfreie Positive Beachtung der Erfahrungen des Patienten und wenn der Patient dieses Beziehungsangebot des Therapeuten auch so wahr- und annehmen kann.
Rogers betont weniger die Interaktion der sog. Instanzen (Ich, Über-Ich und Es) im Erleben und mehr die Entwicklung des Selbst bzw. Selbstkonzepts und dessen Einfluss auf die Erfahrung. Er geht von einem dem Menschen innewohnenden Potential zur eigenen Entwicklung (= Aktualisierungstendenz und Selbstaktualisierungstendenz) aus und relativiert damit die triebtheoretischen Annahmen Freuds (psychoanalytische Triebtheorie).
Er sieht in der Aktualisierungstendenz die maßgebliche Entwicklungskraft der Persönlichkeit und relativiert damit auch die Bedeutung von – außen angeleiteten – Lernprozessen (S-R-Modell. → Lerntheorie), die im Behaviorismus als maßgebliche Entwicklungsfaktoren angesehen werden.
Rogers’ persönlichkeits- und entwicklungstheoretische Grundannahmen werden durch später entwickelte psychologische Theorien gestützt und ergänzt. Das gilt z. B. sowohl für die Erkenntnisse der Bindungstheorie als auch für die der Systemtheorie.
Die von Rogers auf empirischer Grundlage entwickelte therapietheoretische These, dass der Erfolg einer Psychotherapie im Wesentlichen von einer bestimmten Qualität der therapeutischen Beziehung abhängt, wurde von der empirischen Psychotherapieforschung immer und immer wieder bestätigt und gilt inzwischen als allgemein anerkannte Lehrmeinung.

## Forschung in der Gesprächspsychotherapie
Rogers hatte den Anspruch, die aus klinischen Erfahrungen gewonnenen Erkenntnisse und die sich daraus ergebenen theoretischen Annahmen über psychotherapeutische Prozesse und Effekte wissenschaftlich zu überprüfen. Obwohl seine wissenschaftstheoretischen Grundlagen die Phänomenologie und die humanistische Psychologie waren, benutzte er – mangels geeigneter Alternativen – dazu die Methoden der naturwissenschaftlich-experimentell ausgerichteten Psychologie.
Rogers ist damit einer der Pioniere der empirischen Psychotherapieforschung und z. B. der erste, der zum Zwecke der systematischen Erforschung von Gesetzmäßigkeiten der psychotherapeutischen Interaktion Tonaufzeichnungen von Therapiegesprächen erstellen ließ. Seine 1954 publizierte preisgekrönte Psychotherapiestudie über Prozesse und Effekte klientenzentrierter Psychotherapie wurde für die Psychotherapieforschung methodisch wegweisend.
Der gegenwärtige Stand der internationalen Wirksamkeitsforschung im Bereich der „Humanistic-Experiential Psychotherapies“ (= HEPs) wird in dargestellt. Er lässt sich so zusammenfassen:
1. HEP-Therapien führen zu signifikanten und klinisch relevanten Prä-Post-Veränderungen.
2. Die zum Postzeitpunkt erreichten Veränderungen sind nicht nur kurzfristig (bis zu einem Jahr nach dem Behandlungsende), sondern auch längerfristig (nach mehr als einem Jahr) stabil. Darüber hinaus kommt es in der Zeit nach Ende der Therapie im Mittel noch zu weiteren Verbesserungen.
3. Veränderungen durch HEP-Therapien sind deutlich (signifikant) größer als die Veränderungen bei vergleichbaren Klienten, die nicht behandelt werden (Wirksamkeitsnachweise durch RCT-Studien).
4. Die generelle Wirksamkeit von HEP-Therapien unterscheidet sich weder in klinischer noch in statistischer Hinsicht von der Wirksamkeit anderer Therapieverfahren (das sog. Dodo-Bird-Verdict hat weiterhin Bestand).

Obwohl es keine generellen Unterschiede in der Wirksamkeit zwischen den verschiedenen Therapieverfahren gibt, profitiert in der Regel ein bestimmter Patient von einem bestimmten Therapieverfahren schneller oder mehr als von einer anderen Therapie. Die Frage, welches Therapieverfahren das für einen konkreten Patienten das am besten geeignete ist, wird im Rahmen der Indikationsstellung, die auch eine differentielle Therapieindikation einschließt, entschieden (S. 9).
In der Metaanalyse von Klaus Grawe wurde die Gesprächspsychotherapie nach der Verhaltenstherapie als die am besten wissenschaftlich erforschte Therapieform bezeichnet, deren Wirksamkeit als sehr gut bestätigt werden könne. Allerdings erfuhr das sogenannte Grawe-Gutachten von verschiedenen Seiten Kritik, beispielsweise in dem von Volker Tschuschke und anderen herausgegebenen Sammelband mit dem Titel Zwischen Konfusion und Makulatur oder in der Erwiderung auf die Meta-Analyse von Klaus Grawe durch den Psychoanalytiker Wolfgang Mertens. Das Team um den Psychotherapieforscher Falk Leichsenring setzte sich mit den grundsätzlichen Schwierigkeiten von Wirksamkeitsvergleichen in Therapiestudien am Beispiel auch des Grawe-Gutachtens auseinander und kam zu einer kritischen Bewertung, weil „die meisten Studien nicht konsequent als vergleichende Evaluationen geplant worden sind und sich im nachhinein auch nicht in diesem Sinne interpretieren lassen“ würden.
In einem gemeinsamen Artikel im Jahr 2019 sehen Louise Liddon, Roger Kingerlee, Martin Seager und John A. Barry einen impliziten kognitiven Bias bzw. eine Barriere von Gesprächstherapeuten, Männern Empathie entgegenzubringen, was als Gender-Empathy-Gap bezeichnet wird. Dieser Effekt besagt, dass sich Menschen nicht instinktiv in die Situation von Männern hineinversetzen würden, die depressiv oder in einem verletzlichen Zustand sind, da Männer archetypisch als Beschützer und nicht als Empfänger von Schutz gesehen werden. Studien zeigten, dass in einem Zeitraum von 6 Monaten nach der Therapie Männer öfter wieder psychische Probleme bekamen, während Frauen ihre durch die Therapie erzielten Erfolge öfter behielten. Empathie sei eine der Schlüsselkomponenten für eine erfolgreiche Gesprächstherapie.

## Fachorganisationen
- Deutschland: Es gibt drei Fachgesellschaften, die sich für die Entwicklung und Etablierung der Gesprächspsychotherapie einsetzen: Die größte dieser Fachgesellschaften ist die 1970 gegründete Gesellschaft für wissenschaftliche Gesprächspsychotherapie e. V. (GwG), die sich seit 2012 Gesellschaft für Personzentrierte Psychotherapie und Beratung nennt. Daneben gibt es berufsspezifisch die 1998 gegründete Deutsche Psychologische Gesellschaft für Gesprächspsychotherapie e. V. (DPGG), die aus in der klinischen Praxis und an den Universitäten und Fachschulen tätigen Gesprächspsychotherapeuten besteht[33] und die 1986 gegründete Ärztliche Gesellschaft für Gesprächspsychotherapie e. V. (ÄGG), die sich besonders für die Förderung der Gesprächspsychotherapie in der Medizin engagiert.[34]

Diese Fachgesellschaften haben sich in ihren Aktivitäten zur wissenschaftlichen und sozialrechtlichen Anerkennung der Gesprächspsychotherapie abgestimmt. Sie veranstalten (sowohl einzeln als auch gemeinsam) wissenschaftliche Fachtagungen und vertreten die Gesprächspsychotherapie im Aus- und Weiterbildungsbereich sowohl für Psychologen als auch für Ärzte. GwG und DPPG sind Mitglied in der 1998 gegründeten Arbeitsgemeinschaft Humanistische Psychotherapie AGHPT., die eine Verfahrensvielfalt in der Psychotherapie vertritt.
In der DDR waren Gesprächspsychotherapeuten in Personaleinheit in einer eigenständigen Arbeitsgemeinschaft in der Gesellschaft für Psychologie und als Sektion in der Gesellschaft für Ärztliche Psychotherapie vertreten.
- Österreich: ÖGWG Österreichische Gesellschaft für wissenschaftliche, klientenzentrierte Psychotherapie und personorientierte Gesprächsführung[36] (gegründet 1974).

- Schweiz: pca.acp Schweizerische Gesellschaft für den Personzentrierten Ansatz – Société Suisse pour l’approche centrée sur la personne[37] (gegründet 1979 als Schweizerische Gesellschaft für Personzentrierte Psychotherapie und Beratung SGGT – Société Suisse pour l'Approche centrée sur la personne SPCP. 2009 zum 30-jährigen Jubiläum erfolgte die Umbenennung, um sich der internationalen Namensgebung person-centered approach anzuschließen).
- Europa:PCE Europe Network of the European Associations for Person-Centred and Experiential Psychotherapy and Counselling[38]
- Welt: WAPCEPC World Association for Person-Centered and Experiential Psychotherapy and Counseling[39]

## Therapeutische Anwendung
Eine Übersicht über Gesprächspsychotherapie in den verschiedenen Anwendungsbereichen und -formen sowie über konzeptuelle Weiterentwicklungen bietet das „Lehrbuch Gesprächspsychotherapie“, in dem auch über die Ausbildungsmöglichkeiten informiert wird. Eine vertiefte Darstellung der verschiedenen Weiterentwicklungen innerhalb des Klientenzentrierten Konzepts finden sich u. a. in den Büchern „Gesprächspsychotherapie. Die therapeutische Vielfalt des personzentrierten Ansatzes“ und „Praxis der Personzentrierten Psychotherapie“. Sachse versucht, die beziehungsorientierte Gesprächspsychotherapie in eine klärungsorientierte Psychotherapie zu transformieren, und Finke das gesprächspsychotherapeutische Beziehungsangebot in ein interventionsorientiertes Vorgehen zu überführen.
Das Klientenzentrierte Konzept hat schon bald nach seiner Entwicklung Eingang in die Kinder- und Jugendlichentherapie, z. B. im Konzept der Spieltherapie und in die Beratungsarbeit gefunden.
Die hilfesuchende Person mit ihren jeweiligen Gefühlen, Wünschen, Wertvorstellungen und Zielen soll im Mittelpunkt der therapeutischen Interaktion stehen. Die Sichtweise des Therapeuten soll dabei weitgehend in den Hintergrund treten, Ratschläge und Bewertungen sind zu vermeiden (nicht-direktives Verhalten). Eine der Besonderheiten der Methode liegt in der Rückmeldung des vom Klienten ausgedrückten emotionalen Inhaltes seiner Aussagen ohne jede Verfälschung mit anderen Worten (aktives Zuhören; Empathie). Dadurch wird der Klient immer weiter in seine eigene Wahrnehmung geführt, oft bis an die Antworten, die er im Alltag nicht auszusprechen wagt oder derer er sich nicht gewahr werden kann. Durch das Schaffen einer vertrauensvollen Atmosphäre soll der Klient angstfrei und kreativ an der Lösung seiner eigenen Schwierigkeiten arbeiten können (Selbstexploration). Unter Nicht-Direktivität versteht der personzentrierte Psychotherapeut die Ermöglichung für den Klienten, dass er selbstgesteuert die Inhalte sowie den Prozess der psychotherapeutischen Beziehung bestimmt. Subsidiär ist eine Übernahme sowohl der thematischen wie auch der Prozessverantwortung durch den Therapeuten möglich, gegebenenfalls notwendig, sofern dies die Aufrechterhaltung und Entwicklung der psychotherapeutischen Beziehung erleichtert.
Je mehr es gelingt, die personzentrierte Grundhaltung zu verwirklichen, desto größer ist die Chance, dass bei den Klienten ein Prozess in Gang kommt, der sich auf Besserung oder Heilung von psychischen und psychosomatischen Störungen zubewegt, auf die Übernahme von Selbstverantwortung und Verantwortung für Andere, auf eine Zunahme von Lern- und Lebensfreude, auf den Abbau von Wachstumsblockierungen. Das Psychotherapie- und Beratungskonzept von Rogers erscheint als theoretisches Modell relativ einfach formuliert, seine Umsetzung in die Praxis stellt jedoch hohe Anforderungen an seine Benutzer: an ihre eigene Erfahrung mit dem Prozess des Sich-Wahrnehmens, -Verstehens und -Annehmens und an die Fähigkeit zur Umsetzung in das jeweilige Berufsfeld.
Kombiniert mit den experimentellen Techniken wie beispielsweise des Focusing (E. Gendlin) ist die personzentrierte oder klientenzentrierte Psychotherapie eine sehr reichhaltige, auf die kreative Begegnung setzende hilfreiche Beziehung, um dem leidenden und/oder ratsuchenden Klienten personal zu begegnen.
Die empirisch wissenschaftliche Erforschung von der Wirksamkeit der Psychotherapie hat in Carl Rogers ihren Begründer und Pionier. Bis heute wird an Universitäten und Fachhochschulen in zahlreichen Ländern Europas, in den USA und/oder auch in Japan intensiv empirisch-wissenschaftliche Erforschung der personzentrierten und experienziellen Psychotherapie betrieben und international in Publikationen rege veröffentlicht. Die personzentrierte Psychotherapie hat ein sehr breites Indikationsgebiet (die meisten ICD-10-Störungen) und die Wirksamkeit ist empirisch-wissenschaftlich sehr gut belegt. In den letzten zehn Jahren sind vor allem die personzentrierte und die experienzielle Psychotherapie (Gendlin, Greenberg, Rice, Elliot etc.) näher zusammengewachsen und bilden einen gemeinsamen Weltverband für Personzentrierte und Experienzielle Psychotherapie (WAPCEPC, siehe Link unten).

### Gesprächspsychotherapie in der Praxis
Einen ausführlichen Überblick über den Ablauf gibt beispielsweise Kriz. Eine Erklärung für Patienten findet sich z. B. bei netdoktor.de.
Wenn Therapeut und Klient nach maximal fünf Probesitzungen übereinkommen, dass eine gesprächspsychotherapeutische Behandlung mit guten Erfolgsaussichten möglich zu sein scheint, schließen sie einen schriftlichen Therapiekontrakt. Er enthält Informationen über das Vorgehen in einer Gesprächspsychotherapie und über mögliche Nebenwirkungen (informierte Einwilligung) sowie die Vereinbarungen über das Behandlungsziel, das Behandlungshonorar, den Behandlungsort und die Behandlungszeiten.
Die übliche Behandlungsfrequenz ist eine Sitzung in der Woche von je 45 bis 50 Minuten Dauer. Der mittlere Behandlungsumfang von Gesprächspsychotherapien beträgt rund 70 Sitzungen in einem Zeitraum von knapp zwei Jahren.
Unter bestimmten Bedingungen kann auch eine erfolgversprechende Kurzzeittherapie mit einem auf z. B. 25 Sitzungen begrenzten Behandlungsumfang vereinbart werden.

### Anerkennung und Ausbildung in den deutschsprachigen Ländern
Die Situation ist in den deutschsprachigen Ländern verschieden, insbesondere durch unterschiedliche gesetzliche Regelungen des Bereiches Psychotherapie.

#### Deutschland
Psychotherapie wurde 1967 in die kassenärztliche Versorgung über die Psychotherapie-Richtlinien (PT-RL) aufgenommen – qualifizierte, ausreichende und wirtschaftliche Versorgung sollen gewährleistet werden. Sogenannte psychotherapeutische Richtlinien-Verfahren waren zunächst nur psychoanalytisch begründete Verfahren (Analytische Psychotherapie und tiefenpsychologisch fundierte Psychotherapie), die Verhaltenstherapie kam nach langwierigen Verhandlungen 1987 dazu. Bereits in der Psychiatrie-Enquête von 1972 wurde gefordert, auch Verhaltenstherapeuten und Gesprächspsychotherapeuten sozialrechtlich anzuerkennen. In einem von der deutschen Bundesregierung in Auftrag gegebenen wissenschaftlichen Gutachten (Meyer et al. 1991) wird festgestellt, dass ein Ausschluss der Gesprächspsychotherapie der empirischen Befundlage zur klinischen Wirksamkeit des Verfahrens widerspricht und damit ungerechtfertigt ist.
Vor der Einführung des Psychotherapeutengesetzes vom 16. Juni 1998 ging die Forschung und Ausbildung seit den 1960er-Jahren von psychologischen Universitätsinstituten (vor allem Universität Hamburg und Humboldt-Universität Berlin) aus. Es wurden Psychologen, aber auch Ärzte ausgebildet. Dies war begleitet durch intensive Forschungsarbeiten zur Wirksamkeit und ihren Bedingungen.
Das Psychotherapeutengesetz fordert für die heilkundliche Psychotherapie in § 11 die wissenschaftliche Anerkennung eines angewendeten Verfahrens, was gegebenenfalls auf der Grundlage eines Gutachtens eines wissenschaftlichen Beirates zu treffen ist. Seit der Gesetzeseinführung ist der Gemeinsame Bundesausschuss (G-BA) zuständig für die Erarbeitung aller Richtlinien im Gesundheitswesen, so auch die Psychotherapie-Richtlinie. Die aktuelle Psychotherapie-Richtlinie listet in § 15 anerkannte Behandlungsformen auf: Psychoanalytisch begründete Verfahren (Tiefenpsychologisch fundierte Psychotherapie, Analytische Psychotherapie), Verhaltenstherapie und Systemische Therapie.
Der Wissenschaftliche Beirat Psychotherapie wird für die Fachexpertise hinzugezogen. In der Richtlinie ist u. a. Näheres über die psychotherapeutisch behandlungsbedürftigen Krankheiten und die zur Krankenbehandlung geeigneten Verfahren zu regeln (§ 92 (6a)).
Zu Fragen, die die psychotherapeutische Versorgung berühren, beraten bei der Kassenärztlichen Bundesvereinigung und den Kassenärztlichen Vereinigungen der Länder eingerichtete Beratende Fachausschüsse für Psychotherapie (§ 79b des Fünften Buches Sozialgesetzbuch). Der Beratende Fachausschuss für Psychotherapie setzt sich aus fünf psychologischen Psychotherapeuten, einem Kinder- und Jugendlichenpsychotherapeut sowie Vertretern der Ärzte in gleicher Zahl zusammen und er nimmt Stellung zu Entscheidungen, die die psychotherapeutische Versorgung betreffen. Wissenschaftliche Anerkennung und sozialrechtliche Anerkennung (Erstattung der Kosten durch die Kassen) werden somit getrennt entschieden und dies führte und führt bezüglich der Anerkennung der GT bis heute zu Konflikten.
Die Gesprächspsychotherapie war Gegenstand eines Gutachtens des Wissenschaftlichen Beirates Psychotherapie vom 30. September 1999. Ein wissenschaftlicher Nachweis der Wirksamkeit konnte festgestellt werden für:
- Affektive Störungen
- Angststörungen
- Anpassungsstörungen, somatische Krankheiten.

Es konnte festgestellt werden, „dass es sich bei der Gesprächspsychotherapie um ein theoretisch hinreichend fundiertes Therapieverfahren handelt, das für die Bereiche Affektive Störungen, Angststörungen sowie Anpassungsstörungen und somatische Krankheiten als wissenschaftlich anerkannt gelten kann“. Es könne nicht „als Verfahren für die vertiefte Ausbildung zum Psychologischen Psychotherapeuten entsprechend § 1 Abs. 1 der Ausbildungs- und Prüfungsverordnung für Psychologische Psychotherapeuten empfohlen werden, da dieses Therapieverfahren nicht für die Mindestzahl von fünf der zwölf Anwendungsbereiche der Psychotherapie des Wissenschaftlichen Beirates Psychotherapie beziehungsweise für mindestens vier der klassischen Anwendungsbereiche als wissenschaftlich anerkannt gelten kann.“
Aufgrund eines Nachantrages 2000 erweiterte der Wissenschaftliche Beirat Psychotherapie am 16. September 2002 die wissenschaftliche Anerkennung der Gesprächspsychotherapie für den Bereich der Belastungsstörungen (F43). Er stellt fest, dass das Kriterium der fünf Indikationsbereiche nunmehr für die Gesprächspsychotherapie bei Erwachsenen erfüllt ist.
Im Jahre 2006, nach vierjähriger Prüfung der sozialrechtlichen Zulassung durch den G-BA, hat dieser beschlossen, dass die GT keine Kassenleistung wird. Sie begründen ihr Urteil damit, dass „in der wissenschaftlichen Literatur nur für Patienten mit Depressionen ein Beleg dafür gefunden werden konnte, dass die Gesprächspsychotherapie genauso gut hilft wie die derzeit in der gesetzlichen Krankenversicherung (GKV) zur Verfügung stehenden Verfahren“. Eine „breite Versorgungsrelevanz“ sei ein wesentliches Kriterium für die Aufnahme eines Psychotherapieverfahrens in den GKV-Leistungskatalog, weil „nur so sichergestellt sei, dass ein Psychotherapeut die häufigsten psychischen Erkrankungen behandeln könne“. Es kamen zum ersten Mal die Kriterien der evidenzbasierten Medizin zur Anwendung. Das Ergebnis sei nach Angaben des G-BA für Leistungserbringer, Kassen- und Patientenvertreter gleichermaßen überraschend gewesen. Die etablierten Verfahren – Psychoanalyse, tiefenpsychologisch fundierte Psychotherapie, Verhaltenstherapie – wurden nicht nach den Kriterien der evidenzbasierten Medizin geprüft und die Absicht bekräftigt, auch diese Verfahren erneut entsprechend zu prüfen, was bisher allerdings nicht geschah. Die Bundespsychotherapeutenkammer kritisiert die Entscheidung. Sie wirft dem G-BA den Ausschluss geeigneter Studien und mangelnde Transparenz vor. Das Bundesministerium für Gesundheit (Deutschland) (BMG) beanstandete ebenfalls diesen Beschluss des G-BA, im Juni 2006 hatte das BMG bereits die Psychotherapie-Richtlinien beanstandet. Das Ministerium kritisierte vor allem, dass der Bundespsychotherapeutenkammer der mehr als sechshundertseitige Bericht zur Nutzenbewertung, der die Auswertung der geprüften Studien enthält, nicht zur Verfügung gestellt wurde.
Im April 2008 schließt der G-BA das Bewertungsverfahren über Gesprächspsychotherapie ab. Der Nutzennachweis reiche für die Anerkennung als GKV-Leistung nicht aus.
Im Jahr 2008 hat der Wissenschaftliche Beirat Psychotherapie neue Verfahrensregeln zur Beurteilung der wissenschaftlichen Anerkennung vorgelegt. Fortschritte der Forschung und Evidenzbasiertheit seien zu berücksichtigen. Für zwei Anwendungsbereiche müsse der Nachweis unbedingt erbracht werden: affektive Störungen und Angststörungen, da etwa 80 Prozent aller Patienten, die zur Psychotherapie gehen, an diesen Störungen leiden. Die getrennte erneute Überprüfung der Wirksamkeitsstudien durch den G-BA sei Wille des Gesetzgebers, die Entscheidungen des Beirates und des G-BA seien nach Aussage von Dietmar Schulte unabhängig voneinander. Der Beirat kläre, in welchen Verfahren ausgebildet werden darf – der G-BA entscheide, welche Heilbehandlungen bezahlt werden. Der Grund für die unterschiedliche Beurteilung der GT liege nicht am Verfahren, sondern in den unterschiedlichen Verfahrensregeln von Beirat und G-BA. Ein Ziel der neuen Verfahrensregeln sei es auch, in Zukunft solche Diskrepanzen zu vermeiden.
Von 2002 bis 2009 war eine Arbeitsgruppe Anerkennung verschiedener mit GT befasster Gremien tätig, um Argumente für eine Anerkennung der GT zu liefern und die fachliche Expertise bereitzustellen. Da der G-BA diese fachliche Kompetenz nicht nutzte und quasi Fachfremde dort die Entscheidungen trafen, und „Bewertungen eindeutig in Widerspruch zu den wissenschaftlichen Erkenntnissen und Ergebnissen aller anderen von hochrangigen Fachexperten und von professionellen Praxisvertretern vorgenommenen Evaluationen vornahmen“, löste sich dieses Gremium auf, da man keine Möglichkeiten mehr für eine Anerkennung sah.
Die GwG legte 2009 selbst eine Synopse zur Wirksamkeitsprüfung der GT vor. Sie kommt zum Ergebnis, dass trotz vorhandener Unterschiede sowohl bei der Auswahl der zu berücksichtigenden Wirksamkeitsstudien als auch im methodischen Vorgehen drei von vier vorgelegten Wirksamkeitsprüfungen zu dem eindeutigen Schluss kommen, dass Gesprächspsychotherapie ein wirksames Verfahren zur Beseitigung bzw. Verminderung krankheitswertiger psychisch bedingter Störungen mit einem breiten Indikationsbereich ist. Gründe für die abweichende Beurteilung des G-BA werden analysiert.
Im Jahre 2017 erfolgte eine erneute Begutachtung durch den Wissenschaftlichen Beirat Psychotherapie. Der Antrag wurde für die gesamthafte Anerkennung der Humanistischen Psychotherapie von der Arbeitsgemeinschaft Humanistische Psychotherapie (AGHPT) gestellt und umfasste 10 einzelne therapeutische Ansätze. Die gesamthafte Anerkennung wurde abgelehnt, für die Gesprächspsychotherapie aber festgehalten: „Die wissenschaftliche Anerkennung kann für die Gesprächspsychotherapie (unter Zurechnung der Emotionsfokussierten Therapie) für Erwachsene erneut festgestellt werden für die Anwendungsbereiche:“
- Affektive Störungen (F3); einschließlich F94.1; F53
- Anpassungs- und Belastungsstörungen (F43)
- Psychische und soziale Faktoren bei somatischen Erkrankungen (F54).

Sie wird nicht für die vertiefte Ausbildung entsprechend §1 Abs. 1 der Ausbildungs- und Prüfungsverordnung für Psychologische Psychotherapeuten empfohlen, da anhand der vorliegenden Studien die Mindestvoraussetzungen für die Empfehlung für die beiden Anwendungsbereiche „Affektive Störungen“ und „Angststörungen“, nicht erfüllt seien. Im Methodenpapier Version 2.9 wird gefordert, dass Affektive Störungen ((F3) einschließlich F94.1; F53) und Angststörungen (F40-F42, F93 und F94.0) mindestens Anwendungsbereiche sein müssen – letztlich fehlen nur die Angststörungen. Dies führte zur generellen Verweigerung einer vollen wissenschaftlichen Anerkennung der GT, die heftig kritisiert wird.
Eine kritische Wertung aus Sicht der Gesprächspsychotherapie findet sich bei Kriz. 1987 zeigte eine Erhebung des Instituts für freie Berufe Universität Erlangen-Nürnberg (Wasilewski & Funk) an 1779 selbständig klinisch arbeitenden Psychologen, dass die Gesprächspsychotherapie das am häufigsten angewandte Verfahren sei (auch wenn einige davon sich mehreren Verfahren zuordneten). Es lägen ausreichend Studien zur Wirksamkeit auch bei Angststörungen vor, die bei der ersten Begutachtung anerkannt wurden. 9 vorhandene Studien seien jetzt fälschlich abgelehnt worden. Er verweist auch darauf,
- dass 1998 in einer Erklärung 40 deutscher Universitätsprofessoren im Bereich Psychotherapie / Klinische Psychologie / Medizinische Psychologie festhielten: „Die Gesprächspsychotherapie gehört sowohl international als auch in Deutschland seit Jahrzehnten zu den praktizierten und bewährten Verfahren. Tausende von Patienten wurden mit Gesprächspsychotherapie erfolgreich ambulant bzw. stationär behandelt. In zahlreichen Lehrbüchern der Psychotherapie/Klinischen Psychologie wird dieses Verfahren als wissenschaftlich ausgewiesen und als effektiv dokumentiert. An vielen deutschen Universitäten gehört die Gesprächspsychotherapie sowohl zur Forschung als auch zur Lehre und somit zum Prüfungsstoff u. a. im Hauptdiplom in Psychologie.“ Sie forderten die unverzügliche Anerkennung als Richtlinienverfahren.
- Eine von der Bundespsychotherapeutenkammer (BPtK) bestellte Expertenkommission (fünf Professoren für Klinische/Medizinische Psychologie und Psychotherapie bzw. Psychiatrie und Psychotherapie, ausgewiesene Psychotherapieforscher, nur einer in  Gesprächspsychotherapie) kommt auf Grund eigener Recherchen zu dem Schluss: „Somit erfüllt die Gesprächspsychotherapie alle Voraussetzungen gemäß Psychotherapie-Richtlinien, um als neues Psychotherapieverfahren zur vertragsärztlichen Versorgung zugelassen zu werden.“[72]

In Deutschland werden Kriterien und Angebote für die Fort- und Weiterbildung durch die Gesellschaft für Personzentrierte Psychotherapie und Beratung (GWG) geregelt. Entsprechende Angebote erfolgen durch Universitäten und andere Anbieter. Für die Beratung (Menschen, die im psychosozialen, pädagogischen oder medizinischen Bereich beratend tätig sind) existieren drei Curricula:
- Basismodul (einjährig, 145 Stunden)
- Personzentrierte Gesprächsführung (zweijährig, 290 Stunden)
- Personzentrierte Beratung (dreijährig, 435 Stunden)

Für die Weiterbildung zum Psychotherapeuten in Personzentrierter Psychotherapie wird das Basismodul vorausgesetzt. Daran schließt sich eine spezifische Weiterbildung an, für die Mindeststandards formuliert sind. Sie dauert mindestens vier Jahre und umfasst einen Arbeitsaufwand von 1040 Stunden. Zugelassen werden Personen mit anerkanntem Hochschulabschluss (z. B. Bachelor oder Master) in „Psychologie, Humanmedizin, Pädagogik, Theologie, Soziologie, Sozialwissenschaften, Sozialarbeit, Sozialpädagogik, Heilpädagogik und andere. Bei besonderer Eignung oder in besonderen Fällen können Personen aus therapienahen Berufsfeldern einen Antrag auf Zulassung stellen.“

#### Schweiz
Die postgraduierte Weiterbildung in der Schweiz zum Personzentrierten Psychotherapeuten wird aktuell von der Fakultät für Psychologie der Universität Basel in Zusammenarbeit mit der Schweizerischen Gesellschaft für Personzentrierte Psychotherapie und Beratung (pca.acp) angeboten. Der Abschluss Master of Advanced Studies in Personzentrierter Psychotherapie entspricht den Qualitätsstandards des Psychologieberufegesetzes. Zulassungsbedingung ist grundsätzlich ein Hochschulabschluss in Psychologie (Universität oder Fachhochschule). Das Curriculum beinhaltet 500 Stunden Wissen und Können, 125 Stunden Gruppensupervision sowie 75 Stunden Gruppenselbsterfahrung, neun supervidierte und schriftliche Falldokumentationen, die Masterarbeit und eine Abschlussprüfung. 500 Stunden eigene therapeutische Tätigkeit, eine zweijährige klinische Praxis und 50 Stunden Einzelsupervision sowie 50 Stunden Einzelselbsterfahrung werden zusätzlich absolviert. Die pca.acp bietet ebenso Diplomlehrgänge in Personzentrierter Beratung an (Deutsch und Französisch).

#### Österreich
Nach Aussagen der Österreichischen Gesellschaft für wissenschaftliche, klientenzentrierte Psychotherapie und personorientierte Gesprächsführung ist die Person- bzw. Klientenzentrierte Gesprächspsychotherapie eine staatlich anerkannte Form der Psychotherapie. Sie bietet Aus-, Weiter- und Fortbildung an: ein Propädeutikum als Basisausbildung sowie ein Klientenzentriertes Fachspezifikum für Teilnehmer aus allen Bundesländern. In Österreich ist die Therapie auch kassenrechtlich anerkannt und wird durch die Krankenversicherung übernommen. In Österreich gilt seit 1991 ein Psychotherapiegesetz. Stand 2012 waren 22 psychotherapeutische Verfahren anerkannt, die Vermittlung derselben obliegt 38 staatlich geprüften fachspezifischen Ausbildungseinrichtungen. Den Personenzentrierten Ansatz vertreten neben der ÖGWG (560 Mitglieder) das Forum Personzentrierte Praxis, Ausbildung und Forschung – Sektion der Arbeitsgemeinschaft Personzentrierte Psychotherapie, Gesprächsführung und Supervision (Forum der APG, ca. 200 Mitglieder), das Institut für Personzentrierte Studien Sektion der Arbeitsgemeinschaft Personzentrierte Psychotherapie, Gesprächsführung und Supervision (IPS der APG) (ca. 160 Mitglieder) und die Vereinigung Rogerianische Psychotherapie (VRP) (ca. 70 Mitglieder).